# Takeshi
Takeshi ist ein männlicher japanischer Vorname.

## Bekannte Namensträger
- Takeshi Aoki (* 1982), japanischer Fußballspieler
- Araki Takeshi (1916–1994), japanischer Politiker
- Takeshi Honda (* 1981), japanischer Eiskunstläufer
- Takeshi Kaikō (1930–1989), japanischer Schriftsteller
- Takeshi Kamura (* 1990), japanischer Badmintonspieler
- Takeshi Kaneshiro (* 1973), taiwanisch-japanischer Schauspieler
- Takeshi Kitano (* 1947), japanischer Regisseur und Schauspieler
- Takeshi Maeda (* 1937), japanischer Politiker
- Takeshi Matsuda (* 1984), japanischer Schwimmer
- Takeshi Miyanaga (* 1940), japanischer Badmintonspieler
- Mori Takeshi (1894–1945), Generalleutnant der kaiserlich-japanischen Armee
- Motai Takeshi (1908–1956), japanischer Buchillustrator
- Nagata Takeshi (1913–1991), japanischer Geophysiker
- Takeshi Nishimoto (* 1970), japanischer Musiker
- Takeshi Obata (* 1969), japanischer Manga-Zeichner
- Takeshi Oka (* 1932), kanadischer Chemiker
- Takeshi Okada (* 1956), japanischer Fußballspieler und -trainer
- Takeshi Okumura (* 1952), japanischer Poolbillardspieler
- Takeshi Ōno (Fußballspieler, 1944) (* 1944), japanischer Fußballspieler
- Takeshi Ono (Fußballspieler, 1962) (* 1962), japanischer Fußballspieler und -trainer
- Takeshi Saitō (* 1981), japanischer Eishockeyspieler
- Takeshi Seyama (* 1944), japanischer Filmeditor
- Takeshi Sō (* 1953), japanischer Marathonläufer
- Takeshi Yamanaka (* 1971), japanischer Eishockeyspieler und -trainer
- Takeshi Yasutoko (* 1986), japanischer Inline-Skater